# Philippe De Backer
Philippe De Backer (Ekeren, 4 dicembre 1978) è un politico belga.
È Segretario di Stato federale per la lotta contro la frode sociale, la tutela della privacy e del Mare del Nord, dal 2 maggio 2016 nel governo Michel

## Biografia
Philippe De Backer è cresciuto a Kapellen. Ha studiato biotecnologia all'Università di Gand, dove ha conseguito il dottorato nel 2004. Durante i suoi studi, De Backer è stato attivo presso il Liberaal Vlaams Studentenverbond (LVSV) di Gand ed è stato un membro di spicco del think tank liberale "Liberales". È stato anche rappresentante degli studenti nel consiglio di amministrazione dell'Univerper per due anni.
Ha poi lavorato in un fondo di investimento specializzato in assistenza sanitaria in Lussemburgo.
Dal 2007 al 2010, De Backer è stato presidente di Jong VLD Nationaal. Durante questo periodo, è stato anche membro del consiglio comunale di Kapellen.

### Parlamento europeo
Da settembre 2011, De Backer è membro del Parlamento europeo, succedendo a Dirk Sterckx. È iscritto al gruppo dell'ALDE, presieduto dall'ex primo ministro belga Guy Verhofstadt. È responsabile del seguito dato ai fascicoli della commissione per i trasporti e della commissione per gli affari economici e monetari.
Nel 2014, ha preso il primo posto alle elezioni europee nella lista dei sostituti di Open Vld. Eletto quando sostituirà Karel De Gucht durante il suo mandato di commissario europeo, rimane un deputato europeo dopo il ritiro di De Gucht dalla politica.
Si è dimesso dalla sua posizione il 2 maggio 2016.

### Segretario di Stato federale
Il 26 aprile 2016, è succeduto a Bart Tommelein come Segretario di Stato per la lotta contro la frode sociale, la protezione della privacy e il Mare del Nord.